# Frank Muir
Frank Herbert Muir (5 de febrero de 1920 – 2 de enero de 1998) fue un guionista de comedias, actor y humorista radiofónico y televisivo inglés. 

## Primeros años
Nacido y criado en el pub de su abuela, The Derby Arms en Thanet, Kent, pasó parte de su infancia en Londres. Estudió en la Chatham House Grammar School de Ramsgate, Kent, y en la Leyton County High School for Boys de Londres. Frank Muir se sumó a la Royal Air Force durante la Segunda Guerra Mundial convirtiéndose en un técnico en fotografía, siendo destinado a Islandia. Mientras se encontraba allí, colaboró con la estación de radio de las fuerzas allí destacadas.

## Guiones para la radio
Tras su regreso a la vida civil, empezó a escribir guiones para Jimmy Edwards. Cuando Edwards formó equipo con Dick Bentley en la BBC, Muir se asoció con Denis Norden, guionista de Bentley, colaboración que duró casi toda su carrera. El vehículo creado para Bentley y Edwards, Take It From Here, fue escrito por Muir y Norden entre 1948 y 1959; una última temporada en 1960 usó a otros guionistas. 
En 1949 Muir se casó con Polly McIrvine. Tuvieron dos hijos, Jamie (nacido en 1952 y productor de TV) y Sally (nacida en 1954).
Muir y Norden siguieron escribiendo para Edwards cuando él empezó a trabajar para la BBC con las series Whack-O y Faces of Jim. Con Norden, en 1962, fue responsable de la adaptación televisiva de la novela de Henry Cecil Leon Brothers in Law, en la que trabajaba un joven Richard Briers. 
Además, la pareja fue invitada a actuar en un nuevo programa radiofónico de humor de carácter literario, My Word!. Frank Muir participó, al igual que Norden, en un spin-off de My Word!, My Music. 

## Carrera posterior
En 1954 Muir fundó una sociedad dramática de aficionados, "Thorpe Players", en Thorpe, Surrey, donde vivió varios años. Escribió y presentó varios shows, incluyendo los programas satíricos de la década de 1960 That Was The Week That Was y The Frost Report.  Fue bien conocido entre los telespectadores como capitán de equipo de la serie de la BBC Two Call My Bluff, además de por los anuncios publicitarios a los que prestaba voz, entre ellos los de las marcas Cadbury, Batchelors y leche Unigate.
En los años sesenta Muir fue  asesor de la BBC, y en 1969 se unió a la cadena London Weekend Television como Jefe de Entretenimiento.
En 1976 Muir escribió The Frank Muir Book: An irreverent companion to social history, colección de anécdotas y frases recogidas bajo temas diversos como eran "Música", "Educación", "Literatura", "Teatro", "Arte" y "Comida y bebida". Las frases estaban intercaladas con comentarios de Muir.
Un formato similar al de The Frank Muir Book se usó en su serie de BBC radio Frank Muir Goes Into..., en la que colaboraba Alfred Marks. Muir publicó libros basados en esa serie. La obra principal de Muir, The Oxford Book of Humorous Prose, que usaba un formato similar, aunque con aspiraciones más allá del puro entretenimiento, se publicó en 1990.
En 1992 presentó para Channel 4 TV Heaven. En 1997, Muir publicó una autobiografía, A Kentish Lad, que recibió buenas críticas. BBC Radio declinó hacer un programa con la misma.
Frank Muir falleció en Thorpe, Surrey, Inglaterra, en 1998, a los 77 años de edad.